# Narodni park Prokletije
Narodni park Prokletije (albansko Parku Kombëtar Bjeshkët e Nemuna, srbsko Национални парк Проклетије / Nacionalni park Prokletije) je narodni park park v okrožjih Đakovica in Peja na zahodnem Kosovu. Obsega 63.028 hektarjev (630,28 km²) gorskega terena, s številnimi jezeri, gozdovi listavcev in iglavcev in alpskimi pokrajinami. Park je bil ustanovljen za zaščito ekosistemov in biotske raznovrstnosti ter kulturne in zgodovinske dediščine.
Svetovna zveza za varstvo narave (IUCN) je park uvrstila v II. kategorijo. Zlasti je bil park z imenovanjem v skladu z mednarodno konvencijo BirdLife prepoznan kot mednarodno pomembno območje za ptice. Na jugu Albanije meji na nacionalni park doline Valbonë.
Prokletije so najjužnejše geološko nadaljevanje Dinarskega gorovja. Del na ozemlju Kosova se razprostira približno 26 km od vzhoda do zahoda in 50 km od severa proti jugu. Planinski vrh Đeravica se dviga na višino 2.566 m in je druga najvišja naravna točka gorovja, pa tudi v državi.
Širok razpon pogorja in razčlenjena topografija gora sta ustvarila ugodne pogoje za raznoliko vegetacijo in biotsko raznovrstnost. V gozdovih parka lahko najdemo velike sesalce, kot so divje mačke, gamsi, srne, volkovi, pa tudi redke ali ogrožene vrste, kot risi in rjavi medvedi . Opisali so veliko število vrst ptic, več kot ducat vrst rib ter nekaj vrst plazilcev in dvoživk. V mejah parka je bilo dokumentiranih skoraj 37 vrst sesalcev, 148 vrst ptic, 10 vrst plazilcev, 13 vrst dvoživk in 129 vrst metuljev. Glede na fitogeografijo park spada v balkanski mešani gozd kopenske palearktične ekoregije, Listopadni in mešani gozdovi zmernega pasu. Rastlinstvo je raznoliko in ga odlikuje visok delež endemitov. Skupno je bilo identificiranih več kot 1000 rastlinskih vrst.
Vegetacija je navpično razdeljena na šest različnih višinskih območij. Območje hrastovega gozda, ki doseže približno nadmorsko višino 800 metrov, med drugim prevladuje panonski hrast, cer in graden. Območje bukovega gozda najdemo na vzhodnem delu parka na nadmorski višini od 900 metrov do 1320 metrov. Sem spadajo gozdovi bele jelke, belega javorja, črnega jesena in munike. Območje mešanega hrastovega gozda je v glavnem med 1200 in 1540 metri prekrito z belo jelko, navadno smreko in belim gabrom.  Znotraj temnega gozda iglavcev prevladujejo najbolj razširjene skupnosti te vrste, pa tudi munika, balkanski bor in navadna smreka. Sestava se razteza od nadmorske višine od 1540 metrov do 1.800 metrov. Za sestoj jelovih gozdov, ki ležijo na nadmorski višini 1850–1930 metrov, so značilne endemične vrste, kot je balkanski bor. Območje grmičevja na nadmorski višini od 1850 do 2050 metrov pokriva trava, mah, lišaji in 55 vrst zelnatih rastlin. Najpogostejše vrste so krvomočnica Geranium sylvaticum, jagodnjak, svečnik Gentiana asclepiadea in gozdna spominčica.